# Hanna Krystyna Busz
Hanna Krystyna Busz, née le 23 novembre 1940, est une joueuse de volley-ball polonaise.

## Carrière
Hanna Krystyna Busz participe aux Jeux olympiques de 1964 à Tokyo et remporte la médaille de bronze avec l'équipe nationale de Pologne lors de cette compétition.